# عبد الرحمن بسيسو
عبد الرحمن بسيسو (1951-) هو كاتب وشاعر وناقد ودبلوماسي فلسطيني، ولد في غزة، كان سفير دولة فلسطين في سلوفاكيا لعدة سنوات،  من أبرز أعماله النقدية «قصيدة القناع في الشعر العربي المعاصر»، و«أقنعة ألف ليلة وليلة في الشعر الحديث»، و«أدب الأطفال بين كتابة الإنشاء وإنشاء الكتابة»، و«مفهوم الحرية عند لويس عوض»، و«الكتابة الهادفة». وهو عضو هيئة تحرير «الجديد» اللَّندنيَّة.
ساهم في تأسيس جائزة ابن بطوطة لأدب الرحلة في عام 2000 بهدف تحفيز الاهتمام العربي بالأدب الجغرافي وكان في لجنة تحكيمها برفقة الباحث المغربي الطائع الحداوي، والناقد السوري خلدون شمعة، والباحث الفلسطيني أحمد برقاوي، الكاتب العراقي عواد علي، والكاتب السوري مفيد نجم.

## مؤلفات
صدرت له عدة أعمال أدبية منها:
- «شامندة وأطياف الوردة»، منشورات المتوسط، 2018.[5]
- «أصول القناع الشعري (الطبيعي - الإبداعي - التاريخي)»، دراسة، دار خطوط وظلال للنشر والتوزيع، الأردن.[6][7]
- «قصيدة القناع في الشعر العربي المعاصر (تحليل الظاهرة)»، المؤسسة العربية للدراسات والنشر، بيروت، الطبعة الأولى، 1999.[8]
- «قراءة النص في علاقته بالنصوص المصادر .. قصيدة القناع نموذجاً»، فصول (مجلة النقد الأدبي)، المجلد السادس عشر، العدد الأول، القاهرة، صيف 1997، الصفحات 86 - 123.
- «أقنعة ألف ليلة وليلة في الشعر الحديث»، فصول (مجلة النقد الأدبي)، المجلد الثالث عشر، العدد الثاني، القاهرة، صيف 1994، الصفحات 111 - 145.
- «أماكن المنفى في الرواية الكنفانية، شؤون فلسطينية»، مركز الأبحاث في منظمة التحرير، 1992.
- «أطفال ومبادئ: الطفل الفلسطيني بين الإعلان العالمي لحقوق الإنسان والانتهاكات الإسرائيلية»، فكرة وإعداد وتحرير، اللجنة الوطنية الفلسطينية العليا للطفولة تونس، ومؤسسة فرح لصحافة وثقافة الطفل - نيقوسيا، الطبعة الأولى، 1990.[9]
- «مفهوم الحرية عند لويس عوض».
- «الكتابة الهادفة».
- «أدب الأطفال بين كتابة الإنشاء وإنشاء الكتابة»، دراسة، صحيفة القدس العربي، لندن، 1989.[10]
- «في نقد الظاهرة الحجرية»، دراسة من جزأين، صحيفة القدس العربي، لندن، 1989.
- «الانتفاضة وسؤال الإبداع»، مجلة الناقد، لندن، العدد 21، آذار (مارس) 1989، الصفحات 26-31.[11]
- «استلهام الينبوع: المأثورات الشعبية وأثرها في البناء الفني للرواية الفلسطينية» دراسة نقدية، الاتحاد العام للكتاب والصحافيين الفلسطينيين ومؤسسة سنابل للنشر والتوزيع، تونس – نيقوسيا، الطبعة الأولى، 1983.[12]
- «أقنعة كوفيد: حوارية نهر حياة وإنسان وجود»، دار خطوط وظلال للنشر والتوزيع، عمان، 2020.[13]
- «كهف مجنح»، دار خطوط وظلال للنشر والتوزيع، عمان، 2021.[14]
- «خيال أرضي وسماوات مفتوحة»، المؤلف:مارتن لانغفورد، المترجم:عبد الرحمن بسيسو، دار خطوط وظلال للنشر والتوزيع، 2021.[15]
- «أجراس الوباء - الأناركيَّةُ الاصطناعيَّةُ وإعادةُ تكوينِ العالَم»، تأليف مجموعة من المؤلِّفين: نوري الجرّاح، أحمد برقاوي، أبو بكر العيادي، لطيفة الدليمي، إبراهيم الجبين، خلدون الشمعة، فخري صالح، نادية هناوي، محمد آيت ميهوب، مفيد نجم، نهلة راحيل، يوسف وقّاص، محمّد صابر عبيد، ممدوح فرّاج النابي، هيثم حسين، حميد زناز، المتوكّل طه، فارس الذّهبي، مخلص الصغير، حاتم الصكر، أزراج عمر، مصطفى الحدّاد، بلال سامبور، إيمانويل بوتاتسي غريفوني، عبد الرحمن بسيسو، منشورات المتوسط، 2020.[16]